# Octoblepharum depressum
Octoblepharum depressum là một loài rêu trong họ Octoblepharaceae. Loài này được Müll. Hal. mô tả khoa học đầu tiên năm 1900.